# Stiebritz
Stiebritz is een plaats in de Duitse gemeente Hainichen, deelstaat Thüringen, en telt 114 inwoners (2006).